# Manettia divaricata
Manettia divaricata är en måreväxtart som beskrevs av Herbert Fuller Wernham. Manettia divaricata ingår i släktet Manettia och familjen måreväxter. Inga underarter finns listade i Catalogue of Life.